# Sjoerd Bouwhuis
Sjoerd Bouwhuis is een personage uit de Nederlandse soapserie Goede tijden, slechte tijden. Sjoerd debuteerde op 18 oktober 2010 en wordt gespeeld door acteur Guido Spek. In juli 2013 verliet Spek de serie in verband met de Flexwet maar keerde nadien weer terug. In juli 2018 verliet de acteur voorgoed de serie, al kwam hij nog in februari 2019 als voice-over tot nu toe eenmalig terug.

## Het begin
Sjoerd is met zijn ouders Anton en Bianca Bouwhuis en zijn broer Edwin verhuisd vanuit een klein dorp naar het grote Meerdijk. Dat nemen Edwin en Sjoerd hun ouders niet in dank af: ze zijn hun vrienden en de zuipkeet kwijt. De familie heeft haar intrek genomen in het huis (en de praktijk) van Martijn en Irene Huygens. Toen Lucas Sanders suggereerde dat Edwin homoseksueel zou zijn, werd Sjoerd woest en sloeg hij Lucas. Later zijn Lucas, Wiet, Sjoerd en Edwin vrienden geworden. Sjoerd had een korte relatie met Wiet maar deze is al snel op de klippen gelopen. Sjoerds hobby is sleutelen aan zijn brommer en hij heeft een hekel aan school. Hij accepteert uiteindelijk de homoseksualiteit van zijn broer.

## Rikki's zwangerschap
Sjoerd heeft een relatie met Rikki. Nadat Wiet van Houten op de bruiloft van Nina Sanders en Noud Alberts heeft geschoten is Rikki lichtgewond. Ze hoort in het ziekenhuis dat ze zwanger is, al 6 maanden. Sjoerd is in eerste instantie boos, maar gaat haar toch steunen. Nadat Rikki's vader Rik een plan had bedacht om het kind door hem en zijn vriendin Charlie te laten opvoeden, vindt Rikki dit later toch geen goed idee. Samen met Sjoerd besluit ze het kind te laten adopteren.

## Voogdijzaak Bram Bouwhuis
Op 18 november 2011 wordt Bram Bouwhuis geboren. Al snel na de thuisbevalling nemen de pleegouders Sjors Langeveld en Bing Mauricius het kindje mee naar huis. Rikki komt erachter dat ze toch niet zonder Bram kan, maar haar bedenktijd is dan al voorbij. Sjoerd en Rikki proberen de voogdij terug te krijgen. Een tijdje later overlijdt Edwin aan het Ebola-virus. Sjoerd is ontroostbaar. De sfeer in huis is niet te houden, en hij wil Bram nu nog meer terug. Er komt een rechtszaak die Sjors en Bing in eerste instantie winnen. Sjors ziet echter af van de voogdij, omdat ze dit Rikki en Sjoerd niet aan wil doen. Vanaf dat moment hebben Rikki en Sjoerd de voogdij over Bram, met een proefperiode van een half jaar.

## Sjoerds verslaving
Nadat Sjoerds broer Edwin overleed ging vader Anton vreemd met Maxime. Dit liep bijna uit op een scheiding tussen Bianca en Anton. Nadat dit langzaam goed kwam kreeg Sjoerd nog een klap te verduren. Hij bleek nog een halfbroer te hebben die uit een affaire ontstaan is tussen Anton en Julia Loderus. Halfbroer Tim Loderus wordt al snel verliefd op Rikki. Sjoerd komt hierachter en maakt het uit met Rikki. Hij gaat cocaïne snuiven om 's nachts wakker te blijven om te leren voor zijn examens. Hij raakt al gauw verslaafd en begint te liegen en te stelen. De enige optie voor zijn ouders is dat ze Sjoerd op straat zetten. Bianca probeert hem stiekem te helpen maar Anton heeft dat al snel door. Sjoerds familie begint hem steeds minder op te zoeken en steeds meer te negeren. Als Sjoerd dan op een dag ruzie heeft met zijn dealer, springt Tim  tussenbeide. Hier krijgt Tim een trap tegen zijn borst en zijn hoofd en hij komt in het ziekenhuis terecht. Dit geeft de doorslag voor Sjoerd, hij wil stoppen met snuiven en gaan afkicken in Amerika. Anton gelooft hem niet maar Sjoerd vertrekt toch naar Amerika.

## Terugkomst naar Meerdijk
Als Sjoerd afgekickt terugkomt uit de kliniek, wil hij in eerste instantie Rikki weer terug. Later krijgt hij een relatie met Wiet, waar Rikki eerst woedend om is. Ondertussen zijn Anton en Bianca in vechtscheiding geraakt nadat Anton heeft opgebiecht weer vreemd te zijn gegaan met Julia. Zowel Bianca, Sjoerd en Tim zijn woedend op Anton en willen hem niet meer zien. Later eist Anton zijn plek in huis weer op en de sfeer is om te snijden. Als Tim op een dag ook nog heel erge ruzie krijgt met Anton loopt Tim het water in en wordt overvaren door een boot. Hij wordt echter gered door Willem, maar heel veel mensen denken dat hij dood is. Na een tijdje keert Tim weer terug naar huis. Als Rikki verliefd wordt op Anton ligt ze op een avond bij hem in bed. Rikki probeert hem te zoenen, maar Anton houdt af. Op dat moment komt Sjoerd de kamer binnen en ziet de twee. Rikki schaamt zich en verzint dat Anton haar heeft aangerand. Sjoerd gelooft Rikki op haar woord en breekt met zijn vader. Dit kost hem ook zijn relatie met Wiet. Het komt zelfs tot een rechtszaak, die zij verliest. Uiteindelijk biecht Rikki haar leugen op. Sjoerd is woedend op Rikki en wil haar nooit meer zien. Wanneer Sjoerd zijn vader belt om het goed te maken, krijgt Anton een auto-ongeluk en belandt in het ziekenhuis. Rikki komt langs, maar Sjoerd wil niets meer van haar weten. Het wordt Rikki uiteindelijk te veel en snijd haar polsen door. Ze wordt op tijd gered door Sjors en Wiet. Uiteindelijk vergeeft hij Rikki weer.

## Relatie met Aysen
Na een tijdje krijgt hij een relatie met Aysen. Als haar broer Ardil uit het raam valt en overlijdt kan ze zich niet beheersen en wil per se op zoek naar de moordenaar. Het gaat zelfs zo ver dat ze met Sjoerd in een worsteling komt, waardoor Sjoerd met zijn achterhoofd tegen een tafelpunt komt. Later doet hij aangifte tegen Aysen in de hoop haar te laten inzien dat ze verkeerd bezig is. Uiteindelijk blijkt zijn moeder Bianca de dader te zijn. Een paar dagen nadat ze alles heeft verteld overlijdt Bianca aan een hartstilstand. Sjoerd is kapot van verdriet. Aysen is er voor hem om hem te steunen. Op de avond van het afscheidsfeest van Vincent Muller is iedereen dronken. De volgende ochtend wordt hij wakker naast Rikki.

## Geboorte van Teddy
Rikki komt erachter dat ze zwanger is van Sjoerd en bevalt na maanden van een dochter Teddy. Ze organiseert een babyshower en nodigt ook Aysen en Sjoerd uit. Als Teddy begint te huilen pakt Sjoerd haar op om haar te troosten. Op dat moment komt Thijs binnen en eist dat Sjoerd vertrekt. Later spreken Rikki en Sjoerd in het geheim af dat Sjoerd af en toe op haar past. Als Rikki op het punt staat om er even tussenuit te gaan met Teddy en Thijs, probeert Sjoerd Teddy mee te nemen op de brommer. Ze belanden allebei in het ziekenhuis, maar zijn allebei ongedeerd. Wanneer Thijs binnenkomt trapt hij Sjoerd in elkaar en wil hem aanklagen wegens kidnapping. Sjoerd wordt opgepakt. Thijs laat het er echter niet bij zitten en probeert Sjoerd kapot te maken. Eerst weet hij een klus van Noud en Sjoerd te saboteren. Daarna wil Hij Sjoerd weer aan de drugs krijgen. Hij kan zich er nog net van weerhouden, maar Rikki begint hem weer te wantrouwen. Op aandringen van Thijs belt ze de kinderbescherming. Uiteindelijk komt Thijs' plannetje uit.

## Dood van Sacha
Op de dag van de bruiloft van Nina en Bing rijden Anna, Job, Rover, Sam en Sjoerd met de caravan naar het feest. Wat ze echter niet weten is dat Sacha in de caravan zit. Ze zijn onvoorzichtig en dan gaat het mis. De caravan koppelt los van de auto. Ze proberen de cadeaus te redden, maar de caravan ontploft en ze worden weggeblazen. Op dat moment belt Aysen naar Sjoerd. In paniek zegt Sjoerd dat de caravan gestolen is. Een paar dagen later horen ze dat Sacha ook in de caravan zat. Eerst proberen ze alles stil te houden. Na een tijdje komt de waarheid uit en worden ze alle vijf gearresteerd. Later worden ze weer vrijgelaten. Als ze weer thuis zijn komt Thijs binnen met een pistool en bedreigt Rover, omdat hij achter het stuur zat. Aysen weet hem uiteindelijk om te praten en laat hem los. Later maken Sjoerd en Thijs het weer goed en wordt Thijs hun advocaat.

## Ontvoering van Teddy
Als Teddy ernstig ziek is worden Rikki en Sjoerd gedwongen op te biechten wie de echte vader van Teddy is. Aysen maakt het uit met Sjoerd en laat hun kind weghalen en vertrekt uit Meerdijk. Thijs blokkeert de deur van Teddy's kamer. Hij eist een DNA-test waaruit blijkt dat Thijs toch haar vader is. Op het moment dat Sjoerd bij Teddy is komt Thijs binnen en krijgen ze een fikse ruzie, waardoor Sjoerd Thijs het ziekenhuis inslaat. Uiteindelijk wordt Teddy beter en vraagt Thijs Rikki ten huwelijk. Op de dag van het huwelijk blijkt Thijs een heel ander plan te hebben. Hij ontvoert Teddy en vlucht weg uit Meerdijk. Sjoerd reist hen achterna en weet na maanden zoeken Teddy veilig terug te brengen.

## Relaties
- Wiet van Houten (relatie, 2010)
- Rikki de Jong (relatie, 2011–2013)
  - Bram Bouwhuis (zoon, 2011)
- Wiet van Houten (relatie, 2014)
- Rikki de Jong (relatie, 2014)
- Aysen Baydar (relatie, 2015–2017)
  - Fatih Bouwhuis (stilgeboren zoon, 2015)
  - Abortus (Aysen Baydar, 2016)
- Rikki de Jong (relatie, 2017)
- Aysen Baydar (relatie/verloofd 2017–2018)

### Familiebetrekkingen
- Q Bouwhuis (achter-achter-neef)
- Anna Brandt (achter-achter-nicht)
- Nola Sanders (nicht)
- Mike Brandt (oom)
- Linda Dekker (stiefmoeder)
- Rover Dekker (stiefbroer)
- Sam Dekker (stiefzus)
- Bianca Bouwhuis (moeder)
- Tiffy Koster (halfzus)
- Tim Loderus (halfbroer)
- Edwin Bouwhuis (broer)
- Anton Bouwhuis (vader)